# Miku Takaichi
Miku Takaichi (髙市 未来, Takaichi Miku), née Miku Tashiro (田代 未来, Tashiro Miku) le 7 avril 1994 à Tokyo, est une judokate japonaise. Combattant dans la catégorie des moins de 63 kg, elle détient quatre médailles mondiales à son palmarès, le bronze en 2014 et 2015 et l'argent en 2018 et 2019 .

## Palmarès

### Compétitions internationales
| Année | Compétition           | Lieu         | Résultat | Catégorie          |
| ----- | --------------------- | ------------ | -------- | ------------------ |
| 2014  | Championnats du monde | Tcheliabinsk | 3e       | Moins de 63 kg     |
| 2015  | Championnats du monde | Astana       | 3e       | Moins de 63 kg     |
| 2018  | Championnats du monde | Bakou        | 2e       | Moins de 63 kg     |
| 2019  | Championnats du monde | Tokyo        | 2e       | Moins de 63 kg     |
| 2021  | Jeux olympiques       | Tokyo        | 2e       | Par équipes mixtes |

Elle est également championne du monde des moins de 20 ans à Agadir en 2010.

### Masters mondial, Tournois Grand Chelem et Grand Prix
| Année | Compétition     | Lieu              | Résultat | Catégorie      |
| ----- | --------------- | ----------------- | -------- | -------------- |
| 2013  | Grand Chelem    | Tokyo             | 2e       | Moins de 63 kg |
| 2014  | Grand Chelem    | Paris             | 3e       | Moins de 63 kg |
| 2014  | Grand Prix      | Budapest          | 1re      | Moins de 63 kg |
| 2015  | Grand Prix      | Düsseldorf        | 3e       | Moins de 63 kg |
| 2015  | Masters mondial | Rabat             | 1re      | Moins de 63 kg |
| 2015  | Grand Chelem    | Tokyo             | 3e       | Moins de 63 kg |
| 2016  | Grand Chelem    | Paris             | 2e       | Moins de 63 kg |
| 2016  | Masters mondial | Guadalajara       | 1re      | Moins de 63 kg |
| 2017  | Grand Prix      | Hohhot            | 1re      | Moins de 63 kg |
| 2017  | Grand Chelem    | Tokyo             | 1re      | Moins de 63 kg |
| 2017  | Masters mondial | Saint Petersbourg | 1re      | Moins de 63 kg |
| 2018  | Grand Chelem    | Paris             | 2e       | Moins de 63 kg |
| 2018  | Grand Chelem    | Osaka             | 3e       | Moins de 63 kg |
| 2018  | Masters mondial | Guangzhou         | 3e       | Moins de 63 kg |
| 2019  | Grand Chelem    | Düsseldorf        | 1re      | Moins de 63 kg |
| 2019  | Grand Chelem    | Bakou             | 1re      | Moins de 63 kg |
| 2022  | Grand Chelem    | Tokyo             | 1re      | Moins de 63 kg |
| 2022  | Masters mondial | Jérusalem         | 1re      | Moins de 63 kg |
| 2023  | Masters mondial | Budapest          | 2e       | Moins de 63 kg |
| 2023  | Grand Chelem    | Tokyo             | 1re      | Moins de 63 kg |
| 2024  | Grand Chelem    | Antalya           | 3e       | Moins de 63 kg |